# Ficus tsiangii
Ficus tsiangii là một loài thực vật có hoa trong họ Moraceae. Loài này được Merr. ex Corner mô tả khoa học đầu tiên năm 1960.